# Jean Naigeon
Pour les articles homonymes, voir Naigeon.
Ne doit pas être confondu avec Jean-Claude Naigeon.
Jean Naigeon né à Beaune le 19 avril 1757 et mort à Paris le 22 juin 1832 est un peintre et conservateur de musée français.

## Biographie
Jean Naigeon suit les cours de l'école de peinture ouverte à Dijon par le statuaire François Devosge. En 1778, il gagne le premier prix du concours de peinture des États de Bourgogne et est couronné par le prince de Condé. En 1779, n'ayant pu remporter le prix de Rome fondé par l'école, il va à Paris avec ses condisciples et amis Pierre-Paul Prud'hon et Claude Ramey, le tout sur recommandation de son mécène le baron de Joursanvault, grand intellectuel beaunois, au graveur Jean-Georges Wille. 
Il entre dans l'atelier du peintre Jacques-Louis David. Il a pour condisciples Jean-Germain Drouais, Jean-Baptiste Wicar, François Gérard et Antoine-Jean Gros.
Après le début de la Révolution, il prend le commandement d'une compagnie de la Garde nationale en 1789, puis administrateur du dixième arrondissement de Paris en 1790.
Peintre d'histoire, il expose au Salon de 1791 à 1810.
Le 8 avril 1793, il est désigné, avec deux autres commissaires, pour accompagner à Marseille les membres de la famille de Bourbon, dont Philippe Égalité, non détenus à la prison du Temple.
Il est nommé par le comité d'instruction publique et le ministre de l'Intérieur Jules François Paré, le 28 août 1793, comme  membre de la Commission pour la conservation des monuments des arts et des sciences créée en 1792 par la Convention qui comprend Monge, Berthollet, Vauquelin, Vicq-d'Azir et Barbier. Cette commission va sauver des monuments et des œuvres. À Paris et dans les environs, il va, avec ses collaborateurs, s'opposer au vandalisme dans la basilique de Saint-Denis, le château de Praslin, le château d'Écouen, le château de Marly, avec toutes les œuvres qu'ils contiennent et un grand nombre de collections privées.
Il est nommé membre de la Commission temporaire des arts pour la peinture et la sculpture par le décret du 18 pluviôse an II (6 février 1794). Cette liste a été modifiée le 15 ventôse an II (5 mars 1794). Il a pris une grande part aux travaux d'inventaire et de conservation des œuvres d'art et des monuments.
Le 17 février 1794, il est nommé conservateur du dépôt de Nesle. Ce dépôt a contenu un grand nombre d'œuvres d'art, d'objets scientifiques et de curiosités qui ont été depuis envoyés dans les musées, les bibliothèques et palais.
Il est resté dans la Commission temporaire des arts jusqu'à sa suppression le 7 octobre 1800.
Il est nommé le 18 janvier 1802, conservateur du nouveau musée du Luxembourg, galerie d'art du Sénat. Il y a travaillé avec l'aide de son frère, François Naigeon. Il a fait revenir au palais du Luxembourg les tableaux du Cycle de Marie de Médicis de Rubens, la série des Ports de France d'Horace Vernet et la série de tableaux d'Eustache Le Sueur représentant la vie de saint Bruno. Il y a ajouté des œuvres de Philippe de Champaigne, Raphaël, Rembrandt et Titien. C'était donc une galerie des maîtres anciens. Elle est transférée au musée du Louvre en 1815 pour compenser les pertes dues aux reprises des troupes alliées après Waterloo.
Il conserve son poste à la chute de Napoléon Ier et l'arrivée de Louis XVIII. Cependant le musée va changer d'objectif. Le Musée royal du Luxembourg va devenir le musée des artistes vivants. Cette idée semble avoir été proposée de Louis-Antoine Lavallée ou Athanase Lavallée, secrétaire général du musée Napoléon, et suggérée par le comte de Forbin dans une lettre du 23 novembre 1815 au comte de Pradel (1779-1857), directeur général du ministère de la Maison du roi.
Le comte de Forbin, directeur du musée royal du Louvre, choisit les tableaux modernes appartenant à l'État. Le gouvernement charge Naigeon d'aller discuter à Bruxelles avec son maître David l'achat de tableaux. Il acquiert les Sabines, Léonidas, Horaces et Brutus.
Le premier catalogue de la nouvelle galerie est publié en 1820 sous le titre Explication des ouvrages de peinture et de sculpture de l'école moderne de France exposée le 24 avril 1818 dans la galerie royale du Luxembourg. 
Il est nommé chevalier de la Légion d'honneur le 31 octobre 1828 et prend sa retraite le 24 décembre 1829.
Il est mort au cours de l'épidémie de choléra qui a sévi dans une grande partie de l'Europe et en France en 1832.

## Œuvres
- Portrait de Pierre Sauvageot, vers 1793,, huile sur bois, 63,5 × 54 cm, Dijon, musée des Beaux-Arts[6].
- Pyrrhus enfant présenté à la cour du roi Clausias[réf. nécessaire].
- Énée s'élançant à la défense de Troie[réf. nécessaire].
- Numa Pompilius[réf. nécessaire].
- La Nymphe Égérie[réf. nécessaire].
- Charles II d' Amboise, au château de Versailles[réf. nécessaire].
- La Rue des Sarrasins, Alger[réf. nécessaire].
- Portrait de Gaspard Monge, 1811, musée des Beaux-Arts de Beaune. Une copie est conservée à Beaune au collège Monge et une autre à Versailles au musée de l'Histoire de France[7].